# Midland F1 Racing
La Midland F1 Racing (abbreviato in MF1 Racing) è stata un costruttore ed una squadra di Formula 1. Ha corso nel Campionato mondiale di Formula 1 2006, con i piloti Christijan Albers e Tiago Monteiro. La squadra fu creata cambiando denominazione alla Jordan Grand Prix, dopo l'acquisto di quest'ultima da parte del miliardario canadese Alex Shnaider, proprietario del gruppo Midland. La squadra venne registrata come la prima squadra russa di Formula 1, per riflettere le origini di Shnaider, anche se la sede ha continuato ad essere situata in Gran Bretagna, nella struttura della Jordan a Silverstone.
Verso la fine della stagione 2006, la squadra è stata venduta alla Spyker Cars, e ha corso le ultime tre gare di quella stagione con la denominazione ufficiale di Spyker MF1 Racing. Dal 2007, la squadra ha corso come Spyker F1.

## Storia

### L'acquisto della Jordan (2005)

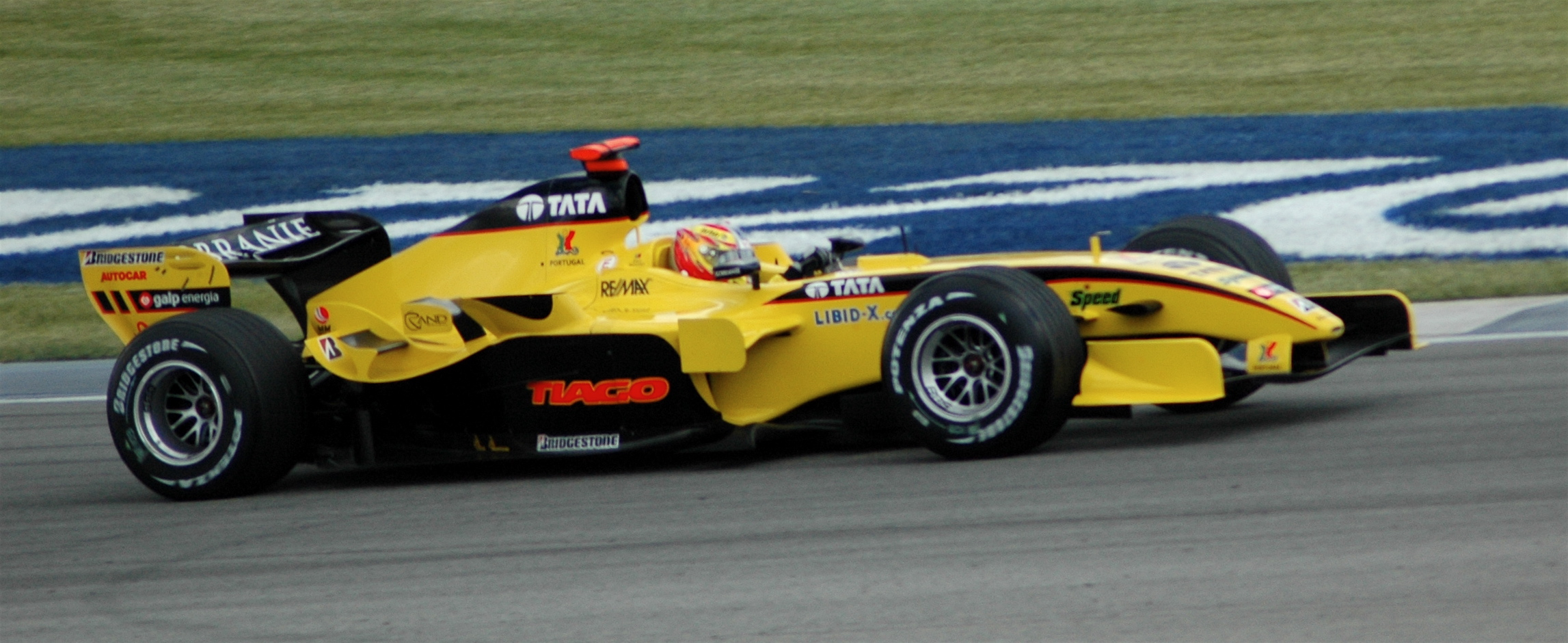
Tiago Monteiro con la Jordan in qualifica nel Gran Premio degli Stati Uniti 2005, dove ottenne un inaspettato podio

L'interesse del gruppo Midland per un coinvolgimento in Formula 1 cominciò nel 2004, quando vennero confermati i loro progetti per una squadra con cui disputare la stagione 2006. Anche se inizialmente si riteneva che sarebbe stata creata una nuova squadra, oppure acquistata la Jaguar, il gruppo siglò un accordo per l'acquisto della squadra Jordan, da Eddie Jordan, prima dell'inizio della stagione 2005 di Formula 1, per una somma di 60 milioni di dollari. In conseguenza di questo accordo, la squadra sarebbe stata legalmente una continuazione della Jordan e non un soggetto completamente nuovo, esente quindi dalla tassa di iscrizione alla Formula 1 pari a 48 milioni di dollari. Questo avrebbe anche permesso alla Midland di ottenere i compensi legati ai diritti televisivi, in base al piazzamento della Jordan nel Campionato Costruttori (in cui la Jordan si classificò poi al 9º posto).
La squadra mantenne il nome Jordan per la stagione 2005 e presentò la sua vettura, il modello EJ15, a Mosca, affiancando ai piloti Narain Karthikeyan e Tiago Monteiro, il collaudatore Robert Doornbos. Le prestazioni furono complessivamente piuttosto deludenti: gli unici elementi degni di nota della stagione furono il terzo posto di Monteiro nel Gran Premio degli Stati Uniti (corso da sole sei vetture, a causa del ritiro di massa per le vetture gommate Michelin per problemi di sicurezza) e la sua lunga serie di arrivi consecutivi, che evidenziarono l'affidabilità della vettura.
Alcune indiscrezioni mediatiche in questo periodo cominciarono a suggerire che la Midland fosse scontenta dell'investimento fatto e cercasse il modo di liberarsi di Jordan prima che la squadra fosse iscritta con il proprio nome nel 2006. Il direttore sportivo Trevor Carlin lasciò la squadra dopo sette gare, ed il progettista ed ingegnere capo Mark Smith fece lo stesso prima della fine della stagione. Esistevano autorevoli voci che indicavano la possibilità di un acquisto della squadra da parte dell'ex-pilota di Formula 1 Eddie Irvine.

### La stagione 2006
Il nome della squadra venne cambiato in MF1 Racing per la stagione di Formula 1 2006. La nuova vettura, denominata M16, venne presentata a Silverstone il 3 febbraio 2006. Nel corso dell'inverno, il pilota russo Roman Rusinov aveva provato la vettura 2005, con una nuova livrea (rosso, bianco e nero come i colori aziendali del Gruppo Midland). Anche Max Biaggi, protagonista della MotoGP, ebbe modo di provare la vettura a Silverstone in gennaio. In origine, per lo sviluppo della M16 era stato trovato un accordo con il costruttore italiano Dallara, anche se il contratto venne poi interrotto nel corso della fase progettuale, a causa del contributo deludente fornito dal costruttore italiano. Il gruppo dirigente si affidò a questo punto al gruppo di progettisti titolare, promuovendo James Key al ruolo di direttore tecnico, verso la fine della stagione 2005.

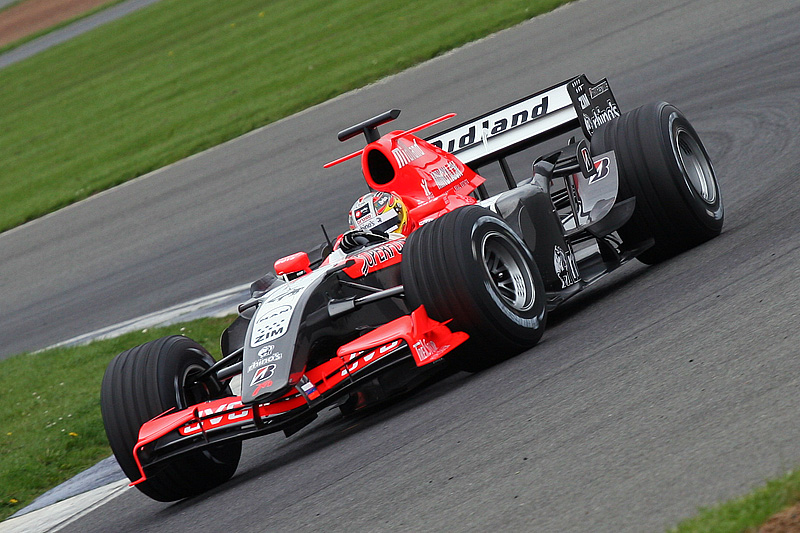
Monteiro sulla Midland

Nonostante Shnaider avesse confermato che la Midland intendeva mettere in pista il primo pilota russo di Formula 1 (anche se piloti russi avevano già provato in passato, soprattutto per la Minardi, nessuno di loro aveva mai corso in un Gran Premio), assunse poi l'olandese Christijan Albers dalla Minardi, e confermò il portoghese Tiago Monteiro. La squadra aveva precedentemente tentato, senza successo, di assumere Takuma Sato.
Nel corso della brevissima storia della scuderia in Formula 1, vennero utilizzati tre piloti come collaudatori nelle prove del venerdì ai Gran Premi: Markus Winkelhock, Giorgio Mondini e Adrian Sutil. Nel corso delle ultime tre gare, come Spyker MF1 Racing, i collaudatori furono ancora Adrian Sutil, poi Alexandre Prémat ed Ernesto Viso
Con il procedere della stagione 2006, la squadra passò dal precedere la sola Super Aguri, al lottare in gara con altre squadre di centro gruppo, come la Red Bull Racing e la Toro Rosso, anche se al traguardo i risultati erano spesso meno brillanti. Gran parte dei progressi erano dovuti allo sviluppo delle gomme da parte della Bridgestone, in concomitanza con miglioramenti significativi nell'aerodinamica e nella guidabilità (coordinati rispettivamente da Simon Phillips e Richard Frith). Il miglioramento delle prestazioni vide la squadra cominciare a passare occasionalmente alla seconda fase delle qualifiche (8 volte su 36), con un 14º posto come miglior risultato in qualifica.
Sfortunatamente queste prestazioni in miglioramento verso metà stagione non si tradussero in risultati concreti, in quanto la squadra venne coinvolta in un certo numero di incidenti al via, segnatamente a Monaco, Indianapolis e Montreal, seguiti poi da una squalifica al Gran Premio di Germania, per aver utilizzato un'ala flessibile in violazione al regolamento tecnico.
In ogni caso, la squadra passò dall'essere quattro secondi al giro più lenta dei migliori (nel 2005), a circa due secondi al giro, al momento della vendita alla Spyker Cars nel settembre 2006.

### La vendita alla Spyker

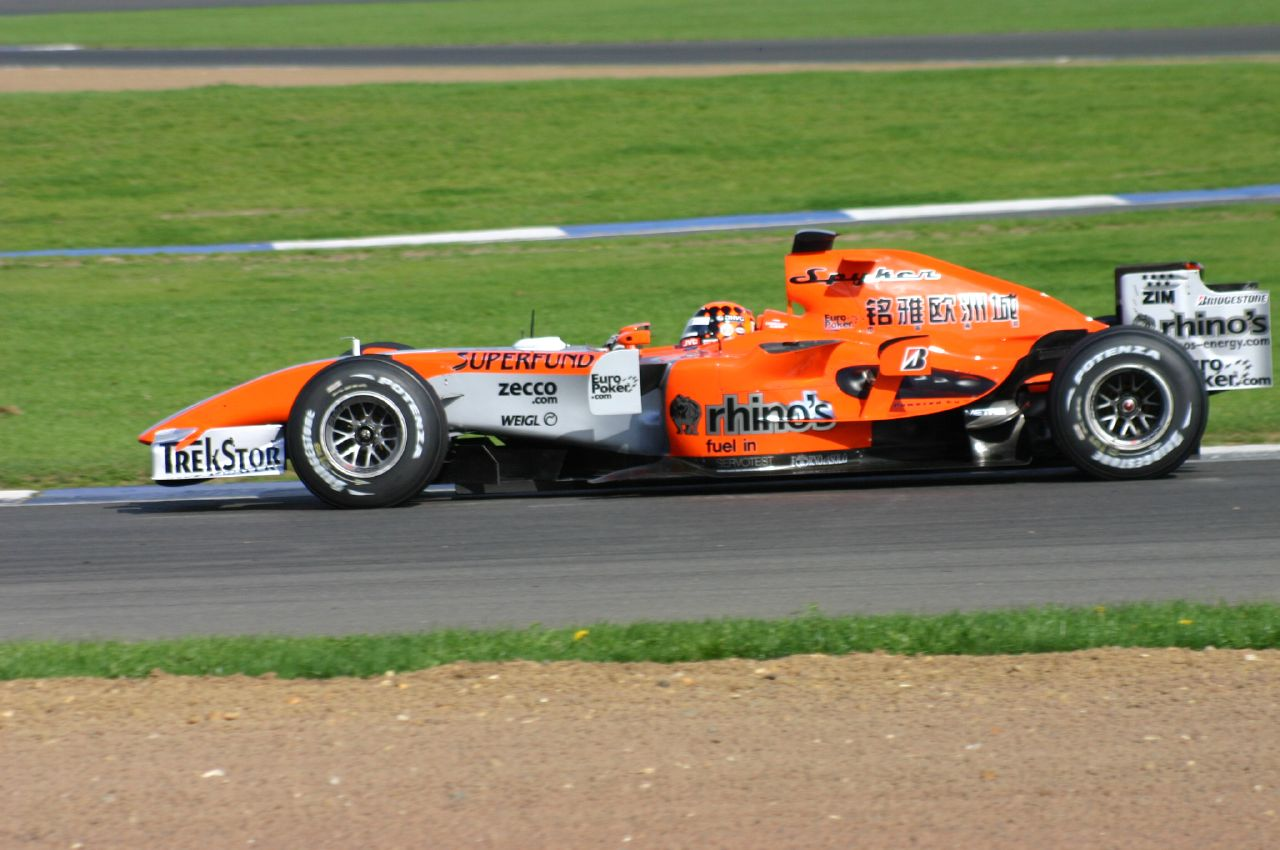
La livrea della Midland (già acquistata dalla Spyker) per il finale della stagione 2006

Verso la metà della stagione cominciarono a circolare nel paddock voci riguardo ad una possibile vendita della squadra, meno di due anni dopo che Shnaider l'aveva originariamente comprata da Eddie Jordan. Le notizie indicavano un prezzo di 128 milioni di dollari, e che Shnaider stesse considerando seriamente la possibilità di vendere. Le squadre di Formula 1 stavano diventando sempre più preziose, a causa del fatto che dopo il 2008 non si sarebbero potute iscrivere nuove squadre, visto che i 12 posti disponibili erano già occupati.
Il 9 settembre 2006 venne rivelato che la squadra era stata venduta alla Spyker Cars, che la pagò 106,6 milioni di dollari. Il 10 settembre i commentatori di ITV dissero che Shnaider non era più coinvolto nelle attività della squadra, dall'annuncio della vendita. Colin Kolles rimase direttore sportivo, mentre Michiel Mol divenne nuovo direttore del programma Formula 1 e membro del consiglio di amministrazione Spyker, e Mike Gascoyne venne assunto come capo progettista alla fine della stagione. Le vetture adottarono una nuova livrea, usata per la prima volta il 19 settembre, per le ultime tre gare del 2006. I cambiamenti di denominazione non erano consentiti nel corso della stagione, ma la Spyker poteva comunque qualificarsi come sponsor principale della squadra, per cui le ultime tre gare vennero corse con la denominazione ufficiale di Spyker MF1 Racing Toyota. A partire dal 2007, la squadra partecipò come Spyker F1 Ferrari.

## Risultati in Formula 1
| Anno | Vettura | Motore        | Gomme | Piloti     |     |    |     |     |    |     |    |    |     |     |     |    |    |     |     |     |     |    | Punti | Pos. |
| ---- | ------- | ------------- | ----- | ---------- | --- | -- | --- | --- | -- | --- | -- | -- | --- | --- | --- | -- | -- | --- | --- | --- | --- | -- | ----- | ---- |
| 2006 | M16     | Toyota RVX-06 | B     | Monteiro   | 17  | 13 | Rit | 16  | 12 | 16  | 15 | 16 | 14  | Rit | Rit | SQ | 9  | Rit | Rit | Rit | 16  | 15 | 0     | 10º  |
| 2006 | M16     | Toyota RVX-06 | B     | Albers     | Rit | 12 | 11  | Rit | 13 | Rit | 12 | 15 | Rit | Rit | 15  | SQ | 10 | Rit | 17  | 15  | Rit | 14 | 0     | 10º  |
| 2006 | M16     | Toyota RVX-06 | B     | Winkelhock | TP  |    | TP  |     |    |     |    |    |     |     |     | TP | TP |     |     |     |     |    | 0     | 10º  |
| 2006 | M16     | Toyota RVX-06 | B     | Mondini    |     | TP |     | TP  |    | TP  | TP | TP | TP  | TP  |     |    |    | TP  | TP  |     |     |    | 0     | 10º  |
| 2006 | M16     | Toyota RVX-06 | B     | Sutil      |     |    |     |     | TP |     |    |    |     |     | TP  |    |    |     |     |     | TP  |    | 0     | 10º  |
| 2006 | M16     | Toyota RVX-06 | B     | Prémat     |     |    |     |     |    |     |    |    |     |     |     |    |    |     |     | TP  |     |    | 0     | 10º  |
| 2006 | M16     | Toyota RVX-06 | B     | Viso       |     |    |     |     |    |     |    |    |     |     |     |    |    |     |     |     |     | TP | 0     | 10º  |

| Legenda | 1º posto     | 2º posto | 3º posto    | A punti         | Senza punti/Non class.  | Grassetto – Pole position Corsivo – Giro più veloce |
| Legenda | Squalificato | Ritirato | Non partito | Non qualificato | Solo prove/Terzo pilota | Grassetto – Pole position Corsivo – Giro più veloce |